# Équipe de Tunisie de football à la Coupe d'Afrique des nations 2017
L'équipe de Tunisie de football participe à la coupe d'Afrique des nations 2017 organisée au Gabon du 14 janvier au 5 février 2017. Elle termine à la huitième place de la compétition.

## Qualifications
| Rang | Équipe   | Pts | J | G | N | P | Bp | Bc | Diff |  | Résultats (▼ dom., ► ext.) |     |     |     |     |
| ---- | -------- | --- | - | - | - | - | -- | -- | ---- |  | -------------------------- | --- | --- | --- | --- |
| 1    | Tunisie  | 13  | 6 | 4 | 1 | 1 | 16 | 3  | +13  |  | Tunisie                    |     | 1-0 | 4-1 | 8-1 |
| 2    | Togo     | 11  | 6 | 3 | 2 | 1 | 11 | 4  | +7   |  | Togo                       | 0-0 |     | 2-1 | 5-0 |
| 3    | Liberia  | 10  | 6 | 3 | 1 | 2 | 11 | 8  | +3   |  | Liberia                    | 1-0 | 2-2 |     | 5-0 |
| 4    | Djibouti | 0   | 6 | 0 | 0 | 6 | 1  | 24 | -23  |  | Djibouti                   | 0-3 | 0-2 | 0-1 |     |

## Équipe

### Effectif
Une liste de 41 joueurs est d'abord publiée le 20 décembre 2016. L'effectif est ramené à 23 au début du mois de janvier 2017.

### Maillot
Pour la coupe d'Afrique des nations 2019, l'équipementier de l'équipe, Uhlsport, lui confectionne un maillot spécifique pour la compétition.
| Couleurs | Blanc et rouge |                |                |
| Marque   | Uhlsport       |                |                |
| Domicile | Extérieur      | Gardien de But | Gardien de But |

## Compétition
En juillet 2015, Henryk Kasperczak revient en tant qu'entraîneur après 17 ans. Il réussit à qualifier l'équipe pour la CAN 2017 en tête de son groupe, avec une victoire sur le Liberia,, le Togo, et Djibouti,. Il atteint également les quarts de finale de la compétition après avoir battu l'Algérie et le Zimbabwe (4-2), avant de s'incliner à nouveau dans ce tour, cette fois contre le Burkina Faso (0-2). Les défaites en matchs amicaux contre le Cameroun et le Maroc avec le même résultat (0-1) conduisent au limogeage de Kasperczak.

### Phase de poules
|   | Équipe   | J | G | N | P | Bp | Bc | Diff | Pts |
| - | -------- | - | - | - | - | -- | -- | ---- | --- |
| 1 | Sénégal  | 3 | 2 | 1 | 0 | 6  | 2  | +4   | 7   |
| 2 | Tunisie  | 3 | 2 | 0 | 1 | 6  | 5  | +1   | 6   |
| 3 | Algérie  | 3 | 0 | 2 | 1 | 5  | 6  | -1   | 2   |
| 4 | Zimbabwe | 3 | 0 | 1 | 2 | 4  | 8  | -4   | 1   |

| Match 4                                                | Tunisie | 0 - 2   | Sénégal                     | Stade de Franceville, Franceville |                         |
| 15 janvier 2017 · 20 h WAT · Historique des rencontres |         | (0 - 2) | 10e (pen.) Mané · 30e Mbodj | Arbitrage : Sidi Alioum           | Arbitrage : Sidi Alioum |
| 15 janvier 2017 · 20 h WAT · Historique des rencontres | Rapport |         |                             | Arbitrage : Sidi Alioum           | Arbitrage : Sidi Alioum |

| Tunisie | Sénégal |

| Gardien de but    | 16 | Aymen Mathlouthi      |  |    |     |
|                   | 2  | Syam Ben Youssef      |  |    |     |
|                   | 3  | Aymen Abdennour       |  | 9e |     |
|                   | 7  | Youssef Msakni        |  |    |     |
|                   | 8  | Hamza Lahmar          |  |    |     |
|                   | 9  | Ahmed Akaichi         |  |    | 64e |
|                   | 12 | Ali Maaloul           |  |    |     |
|                   | 13 | Ferjani Sassi         |  |    |     |
|                   | 15 | Larry Azouni          |  |    | 46e |
|                   | 21 | Hamdi Nagguez         |  |    |     |
|                   | 23 | Naïm Sliti            |  |    |     |
| Remplaçants :     |    |                       |  |    |     |
|                   | 10 | Wahbi Khazri          |  |    | 46e |
|                   | 11 | Taha Yassine Khenissi |  |    | 64e |
| Sélectionneur :   |    |                       |  |    |     |
| Henryk Kasperczak |    |                       |  |    |     |

| Gardien de but  | 1  | Abdoulaye Diallo   |  |     |     |
|                 | 2  | Kara Mbodj         |  |     |     |
|                 | 3  | Kalidou Koulibaly  |  | 41e |     |
|                 | 4  | Cheikh M'Bengue    |  | 36e |     |
|                 | 5  | Idrissa Gana Gueye |  |     |     |
|                 | 8  | Cheikhou Kouyaté   |  |     | 88e |
|                 | 9  | Mame Biram Diouf   |  |     |     |
|                 | 10 | Sadio Mané         |  |     |     |
|                 | 17 | Badou Ndiaye       |  |     | 72e |
|                 | 20 | Keita Baldé        |  |     | 62e |
|                 | 21 | Lamine Gassama     |  |     |     |
| Remplaçants :   |    |                    |  |     |     |
|                 | 18 | Ismaïla Sarr       |  |     | 62e |
|                 | 22 | Henri Saivet       |  |     | 72e |
|                 | 15 | Papakouli Diop     |  |     | 88e |
| Sélectionneur : |    |                    |  |     |     |
| Aliou Cissé     |    |                    |  |     |     |

| Assistants : Evarist Menkouandé Elvis Noupue Quatrième arbitre : Mahamadou Keita Homme du match : Abdoulaye Diallo |

| Match 11                                               | Algérie     | 1 - 2   | Tunisie                            | Stade de Franceville, Franceville |                             |
| 19 janvier 2017 · 17 h WAT · Historique des rencontres | Hanni 90+1e | (0 - 0) | 50e (csc) Mandi · 66e (pen.) Sliti | Arbitrage : Bernard Camille       | Arbitrage : Bernard Camille |
| 19 janvier 2017 · 17 h WAT · Historique des rencontres | Rapport     |         |                                    | Arbitrage : Bernard Camille       | Arbitrage : Bernard Camille |

| Algerie | Tunisie |

| GK              | 16 | Malek Asselah        |     |       |
| RB              | 22 | Mohamed Rabie Meftah | 31e |       |
| CB              | 21 | Ramy Bensebaïni      |     |       |
| CB              | 2  | Aïssa Mandi ()       |     |       |
| LB              | 3  | Faouzi Ghoulam       | 65e |       |
| DM              | 17 | Adlène Guedioura     | 14e | 90+3e |
| CM              | 7  | Riyad Mahrez         |     |       |
| CM              | 10 | Nabil Bentaleb       |     |       |
| RW              | 11 | Yacine Brahimi       |     | 74e   |
| LW              | 18 | Rachid Ghezzal       |     | 69e   |
| CF              | 13 | Islam Slimani        |     |       |
| Remplaçants :   |    |                      |     |       |
| FW              | 14 | Baghdad Bounedjah    |     | 69e   |
| MF              | 9  | Sofiane Hanni        |     | 74e   |
| MF              | 19 | Mehdi Abeid          |     | 90+3e |
| Sélectionneur : |    |                      |     |       |
| Georges Leekens |    |                      |     |       |

| GK                | 16 | Aymen Mathlouthi ()    |       | 87e |
| RB                | 21 | Hamdi Nagguez          |       |     |
| CB                | 2  | Syam Ben Youssef       |       |     |
| CB                | 3  | Aymen Abdennour        |       |     |
| LB                | 12 | Ali Maaloul            | 45+1e |     |
| DM                | 13 | Ferjani Sassi          |       |     |
| RW                | 10 | Wahbi Khazri           |       | 73e |
| AM                | 23 | Naïm Sliti             |       |     |
| LW                | 14 | Mohamed Amine Ben Amor |       |     |
| CF                | 7  | Youssef Msakni         |       |     |
| CF                | 9  | Ahmed Akaichi          |       | 78e |
| Remplaçants :     |    |                        |       |     |
| DF                | 20 | Mohamed Ali Yaakoubi   |       | 73e |
| FW                | 11 | Taha Yassine Khenissi  |       | 78e |
| GK                | 1  | Rami Jridi             |       | 87e |
| Sélectionneur :   |    |                        |       |     |
| Henryk Kasperczak |    |                        |       |     |

| Assistants : Abel Baba Mohammed Abdallah Ibrahim Quatrième arbitre : Ali Lemghaifry Homme du match : Youssef Msakni |

| Match 20                                               | Zimbabwe               | 2 - 4   | Tunisie                                                   | Stade de l'Amitié, Libreville |                           |
| 23 janvier 2017 · 20 h WAT · Historique des rencontres | Musona 42e · Ndoro 58e | (1 - 4) | 10e Sliti · 22e Msakni · 36e Khenissi · 45e (pen.) Khazri | Arbitrage : Denis Dembélé     | Arbitrage : Denis Dembélé |
| 23 janvier 2017 · 20 h WAT · Historique des rencontres | Rapport                |         |                                                           | Arbitrage : Denis Dembélé     | Arbitrage : Denis Dembélé |

| Zimbabwe | Tunisie |

| GK              | 16 | Tatenda Mkuruva     |     |     |
| RB              | 4  | Hardlife Zvirekwi   |     |     |
| CB              | 5  | Elisha Muroiwa      |     |     |
| CB              | 2  | Costa Nhamoinesu    | 44e |     |
| LB              | 6  | Onismor Bhasera     |     |     |
| CM              | 3  | Danny Phiri         | 8e  | 89e |
| CM              | 14 | Willard Katsande () |     |     |
| RW              | 20 | Khama Billiat       |     |     |
| AM              | 18 | Marvelous Nakamba   |     |     |
| LW              | 17 | Knowledge Musona    |     | 89e |
| CF              | 9  | Nyasha Mushekwi     |     |     |
| Remplaçants :   |    |                     |     |     |
| FW              | 11 | Tendai Ndoro        |     | 46e |
| MF              | 10 | Kudakwashe Mahachi  |     | 89e |
| Sélectionneur : |    |                     |     |     |
| Callisto Pasuwa |    |                     |     |     |

| GK                | 1  | Rami Jridi             |     |     |
| RB                | 21 | Hamdi Nagguez          | 85e |     |
| CB                | 2  | Syam Ben Youssef       |     |     |
| CB                | 3  | Aymen Abdennour ()     |     |     |
| LB                | 12 | Ali Maaloul            |     |     |
| CM                | 14 | Mohamed Amine Ben Amor | 33e |     |
| CM                | 13 | Ferjani Sassi          |     |     |
| AM                | 10 | Wahbi Khazri           |     | 63e |
| RW                | 11 | Taha Yassine Khenissi  |     |     |
| CF                | 7  | Youssef Msakni         |     | 78e |
| LW                | 23 | Naïm Sliti             |     | 83e |
| Remplaçants :     |    |                        |     |     |
| MF                | 8  | Hamza Lahmar           |     | 63e |
| FW                | 19 | Saber Khalifa          |     | 78e |
| MF                | 15 | Larry Azouni           |     | 83e |
| Sélectionneur :   |    |                        |     |     |
| Henryk Kasperczak |    |                        |     |     |

| Assistants : Marius Donatien Tan Olivier Safari Kabene Quatrième arbitre : Mahamadou Keita Homme du match : Taha Yassine Khenissi |

### Phase à élimination directe
| 28 janvier 2017 | Burkina Faso             | 2 - 0   | Tunisie | Stade d'Angondjé, Libreville |                            |
| 17 h WAT        | Bancé 81e · Nakoulma 85e | (0 - 0) |         | Arbitrage : Daniel Bennett   | Arbitrage : Daniel Bennett |
| 17 h WAT        | Rapport                  |         |         | Arbitrage : Daniel Bennett   | Arbitrage : Daniel Bennett |

| Burkina Faso | Tunisie |

| GK              | 16 | Hervé Koffi         |     |       |
| RB              | 2  | Steeve Yago         |     |       |
| CB              | 14 | Issoufou Dayo       |     |       |
| CB              | 4  | Bakary Koné         |     |       |
| LB              | 20 | Yacouba Coulibaly   | 67e |       |
| CM              | 18 | Charles Kaboré ()   | 19e |       |
| CM              | 22 | Blati Touré         | 83e | 87e   |
| AM              | 8  | Abdou Razack Traoré |     |       |
| RF              | 19 | Bertrand Traoré     |     | 90+2e |
| CF              | 7  | Préjuce Nakoulma    | 86e |       |
| LF              | 21 | Cyrille Bayala      |     | 77e   |
| Remplaçants :   |    |                     |     |       |
| FW              | 15 | Aristide Bancé      |     | 77e   |
| MF              | 6  | Bakary Saré         |     | 87e   |
| MF              | 10 | Alain Traoré        |     | 90+2e |
| Sélectionneur : |    |                     |     |       |
| Paulo Duarte    |    |                     |     |       |

| GK                | 16 | Aymen Mathlouthi ()    |     |     |
| RB                | 21 | Hamdi Nagguez          |     |     |
| CB                | 2  | Syam Ben Youssef       | 38e |     |
| CB                | 20 | Mohamed Ali Yaakoubi   | 34e |     |
| LB                | 3  | Aymen Abdennour        | 22e |     |
| CM                | 14 | Mohamed Amine Ben Amor |     |     |
| CM                | 13 | Ferjani Sassi          |     | 85e |
| RW                | 10 | Wahbi Khazri           |     | 63e |
| AM                | 23 | Naïm Sliti             |     |     |
| LW                | 7  | Youssef Msakni         |     |     |
| CF                | 11 | Taha Yassine Khenissi  |     | 85e |
| Remplaçants :     |    |                        |     |     |
| MF                | 8  | Hamza Lahmar           |     | 63e |
| FW                | 9  | Ahmed Akaichi          |     | 85e |
| FW                | 19 | Saber Khalifa          |     | 85e |
| Sélectionneur :   |    |                        |     |     |
| Henryk Kasperczak |    |                        |     |     |

| Assistants : Zakhele Siwela Aboubacar Doumbouya Quatrième arbitre : Joshua Bondo Homme du match : Préjuce Nakoulma |

## Buteurs
| Buts | Joueurs               | Adversaires      |
| ---- | --------------------- | ---------------- |
| 2    | Naïm Sliti            | Algérie Zimbabwe |
| 1    | Wahbi Khazri          | Zimbabwe         |
| 1    | Taha Yassine Khenissi | Zimbabwe         |
| 1    | Youssef Msakni        | Zimbabwe         |